# 4703 Kagoshima
4703 Kagoshima је астероид главног астероидног појаса са средњом удаљеношћу од Сунца која износи 2,250 астрономских јединица (АЈ).
Апсолутна магнитуда астероида је 13,2.